# ジョイス・K・レイノルズ
ジョイス・キャサリーン・レイノルズ（Joyce Kathleen Reynolds、1952年3月8日 - 2015年12月28日）は、アメリカ合衆国の計算機科学者である。インターネットの基礎となるプロトコルの開発に重要な役割を果たした。多くのRequest for Comments(RFC)を執筆または共同執筆しており、特にTelnet、FTP、POPについてのものが有名である。

## 生涯
レイノルズは南カリフォルニア大学で社会科学の学士号と修士号を取得した。
1983年から1998年にかけて、情報科学研究所(ISI)のジョン・ポステルとともにInternet Assigned Numbers Authority(IANA)の初期機能の開発を行い、グローバルIPアドレスやAS番号の割当て、Domain Name System(DNS)のルートゾーンの管理などに関わった。ポステルが1998年に死去した後は、IANAのICANNへの移行を監督した。ICANN発足後も2001年までこの職務に関わったが、引き続きISIに在籍していた。
また、1987年から2006年まで、ISIのRFCの編集チームの一員であり、1998年以降は編集チームの共同代表を務めた。
1990年から1998年3月まで、Internet Engineering Task Force(IETF)のインターネット開発運営グループ(IESG)のメンバーだった。
2015年12月28日、癌により63歳で死去した。レイノルズの死を受けて、IETF議長のブライアン・カーペンターは、「ジョン（・ポステル）ならどうしたか?」と併せて「ジョイスなら何と言ったか?」をこの組織の議論の出発点にすべきだと提案した。

## 表彰
2006年、ボブ・ブレイデンとともにインターネットソサエティのポステル賞を受賞した。
1992年のRFC 1336"Who's Who in the Internet"にレイノルズの経歴もまとめられている。

## 主な論文等
- Reynolds, J. K., Postel, J. B., Katz, A. R., Finn, G. G., & DeSchon, A. L. (1985). The DARPA experimental multimedia mail system. Computer, 18(10), 82-89.
- Postel, J. B., Finn, G. G., Katz, A. R., & Reynolds, J. K. (1988). An experimental multimedia mail system. ACM Transactions on Information Systems (TOIS), 6(1), 63-81.
- Postel, J., & Reynolds, J. K. (1988). RFC1042: Standard for the transmission of IP datagrams over IEEE 802 networks.
- Reynolds, J. K. (1989). RFC1135: Helminthiasis of the Internet.
- Reynolds, J. K. (1991). The helminthiasis of the Internet. Computer networks and ISDN systems, 22(5), 347-361.
- Marine, A. N., Reynolds, J. K., & Malkin, G. S. (1994). FYI on Questions and Answers-Answers to Commonly asked" New Internet User" Questions. RFC, 1594, 1-44.